# Балтський район
Балтський район — колишній район на півночі Одеської області України. Район утворений 1923 року. Площа району — 1,3 тис. км² (3,9 % від території області). Населення — 8,36 тис. осіб, до адміністративної реформи 2016 року з Балти в місто обласного підпорядкування — 41,98 тис. осіб[⇨]. Районний центр — Балта, за 226 км від обласного центру м. Одеса. На півночі район межував з Чечельницьким і Бершадським районами Вінницької області і Гайворонським Кіровоградської, на сході — Савранським і Любашівським, на півдні — Ананьївським і Подільським, на заході Кодимським районом Одеської області.
Ліквідований відповідно до Постанови Верховної Ради України «Про утворення та ліквідацію районів» від 17 липня 2020 року.

## Природа
Район знаходився на півночі Одеської області України, у межах Дністровсько-Дніпровської північностепової фізико-географічної провінції. Територія району лежить на південних відрогах Подільської височини, піднятій горбкуватій Балтській алювіально-дельтовій рівнині, на вододілі між басейнів рік Дністер і Південний Буг. Абсолютні висоти коливаються від 100—160 м на південному сході до 270—280 м на північному заході. У районі сильно розвинуті ерозійні процеси, поверхня рівнинна, розчленована глибокими (до 80—100 м) долинами, балками та ярами.
Корисні копалини: пісок, глина (2 кар'єри загальною площею 10,4 га, Балтське глинище — 5,9 га та Пужайківське глинище — 4,5 га).
Пересічна температура січня -5 °C, липня +22 °C. Період з температурою понад +10 °C становить 170 днів. Середня норма атмосферних опадів — 445 мм на рік. Максимум припадає на червень-липень; мінімум — на зимовий період. Сніговий покрив нестійкий. Північно-західна частина району лежить у межах недостатньо вологої, теплої, південний-схід — посушливої, дуже теплої агрокліматичної зони.
Гідрографічна мережа району представлена річками басейну Південного Бугу: Кодима, Саражинка, Савранка, Зозулька та ін. Для місцевих потреб споруджено до 80 ставів із загальною площею водної поверхні 825 га.

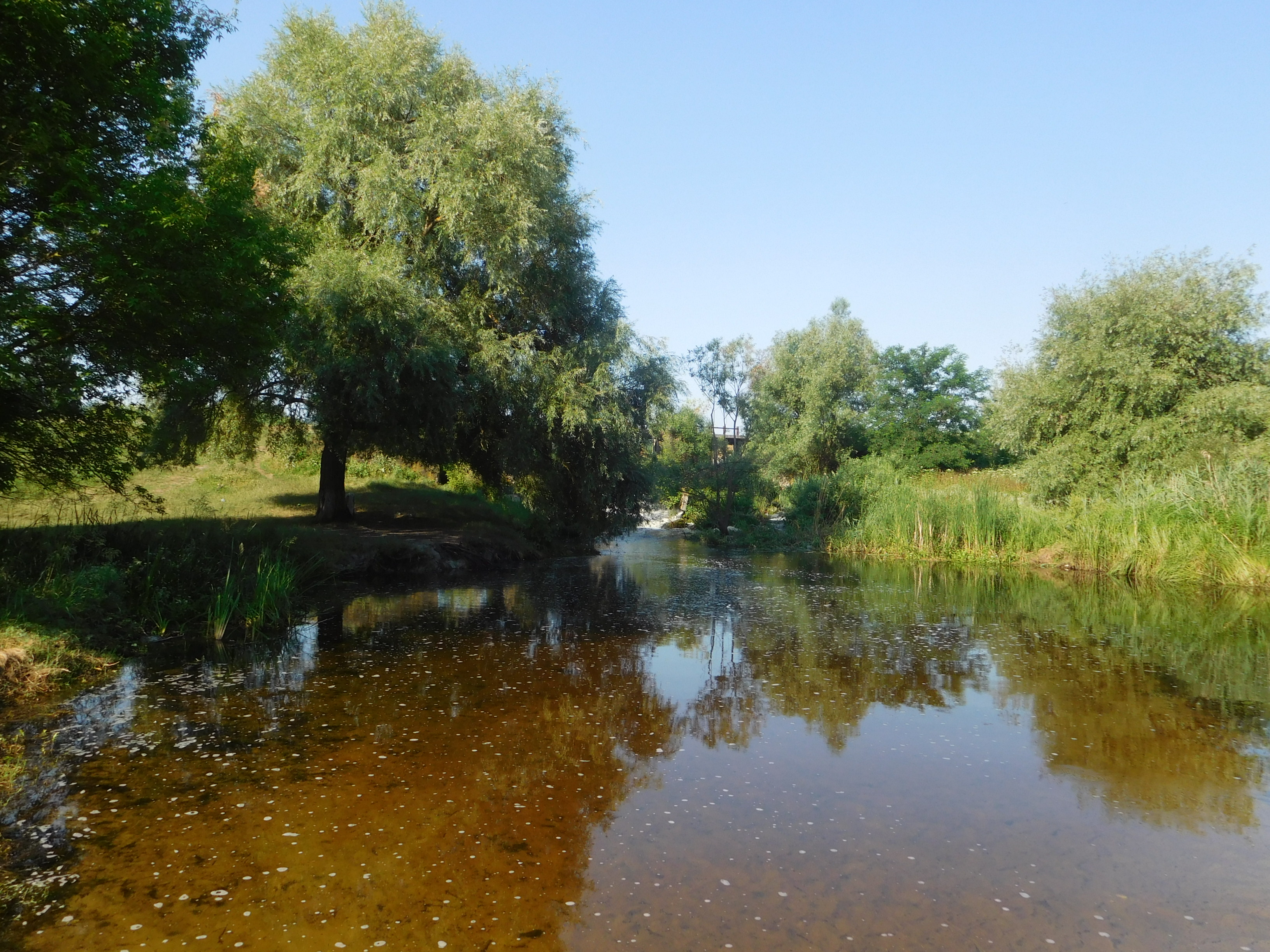
Саврань
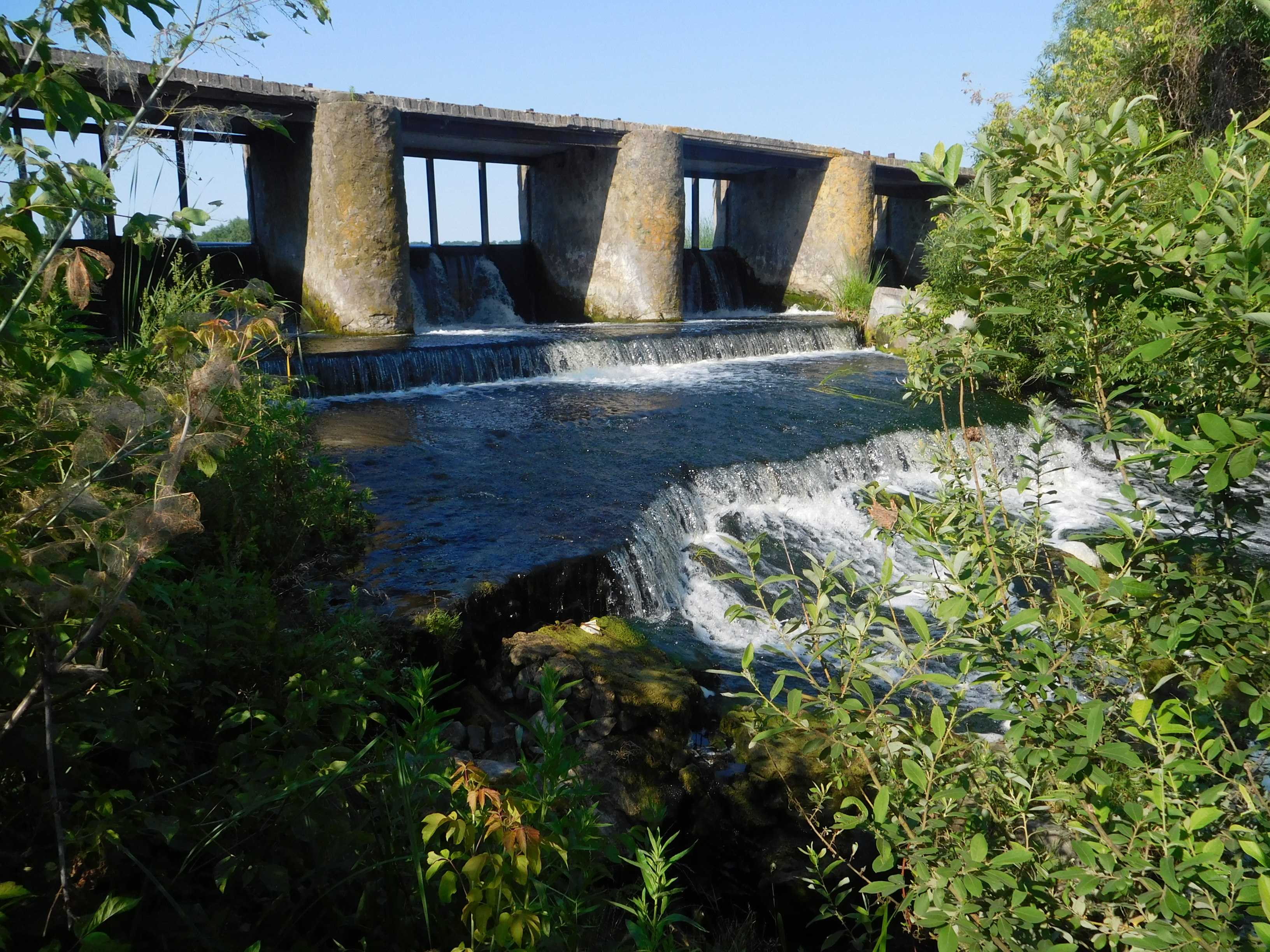
Шлюзи поблизу Піщаної
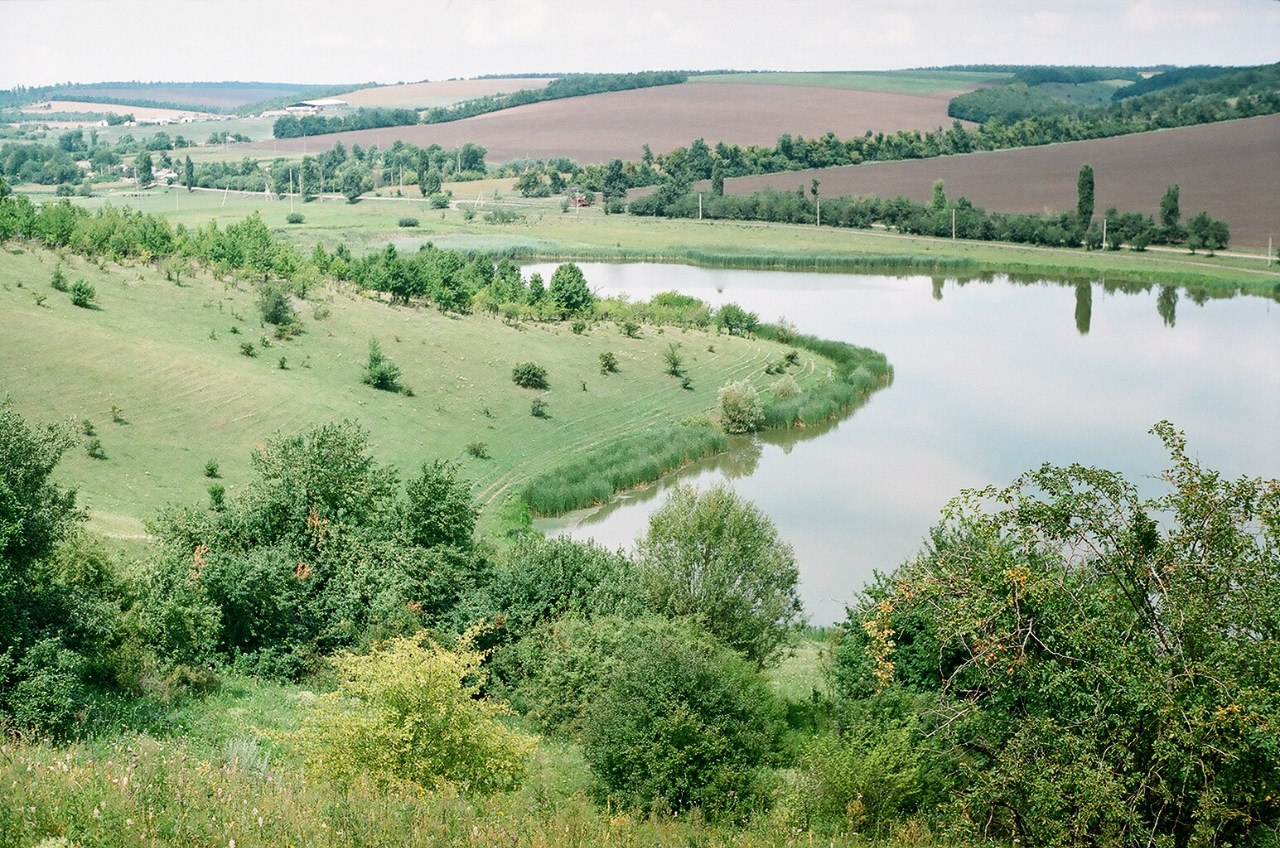
Став біля Новополя
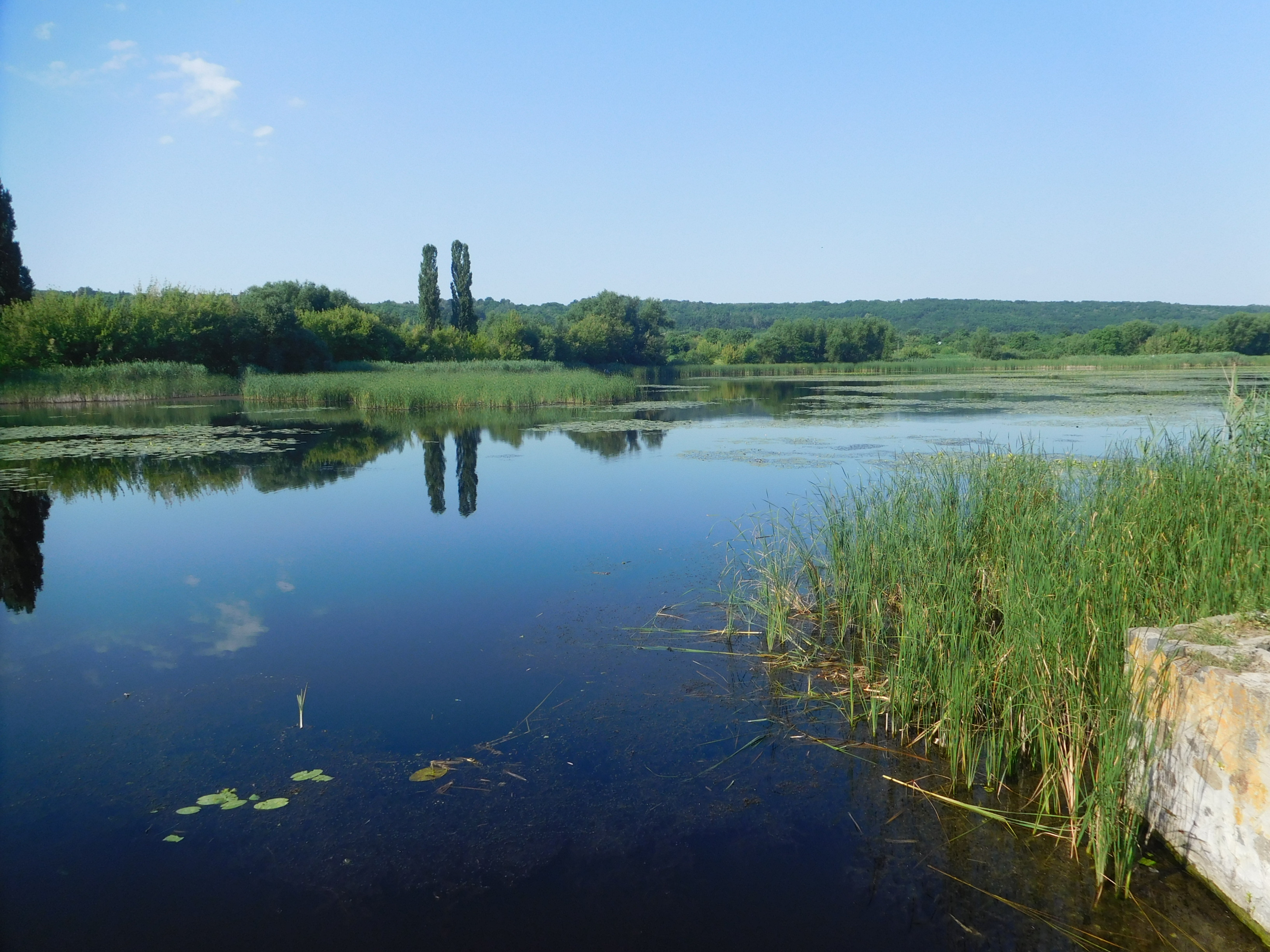
Став біля Піщаної

З ґрунтів найпоширеніші чорноземи (91 % від площі району), темно-сірі опідзолені ґрунти, чорноземи опідзолені (центральна та південна смуга).
Територія району лежить на межі лісостепової та степової смуг України; на схилах балок та ярів залишки лучних степів; у балках рідкісні залишки байрачних лісів. Загальна площа природних лісів і штучних лісових насаджень — 23,8 тис. га. Серед деревних порід переважають дуб з домішками клену, граба, ясена, білої акації, терну.

### Охорона природи
У районі задля збереження природних ландшафтів та окремих об'єктів природи створені:
- Даничеве — ландшафтний заказник місцевого значення.
- Бендзарський ліс — ландшафтний заказник місцевого значення.
- Лісничівка — ботанічний заказник місцевого значення.
- Коритнівський — ентомологічний заказник місцевого значення.
- Віковий дуб — ботанічна пам'ятка природи.
- Діброва Лабушна — ботаніча пам'ятка природи.
- Кішево — заповідне урочище.
- Ракуловський парк — пам'ятка садово-паркового мистецтва.

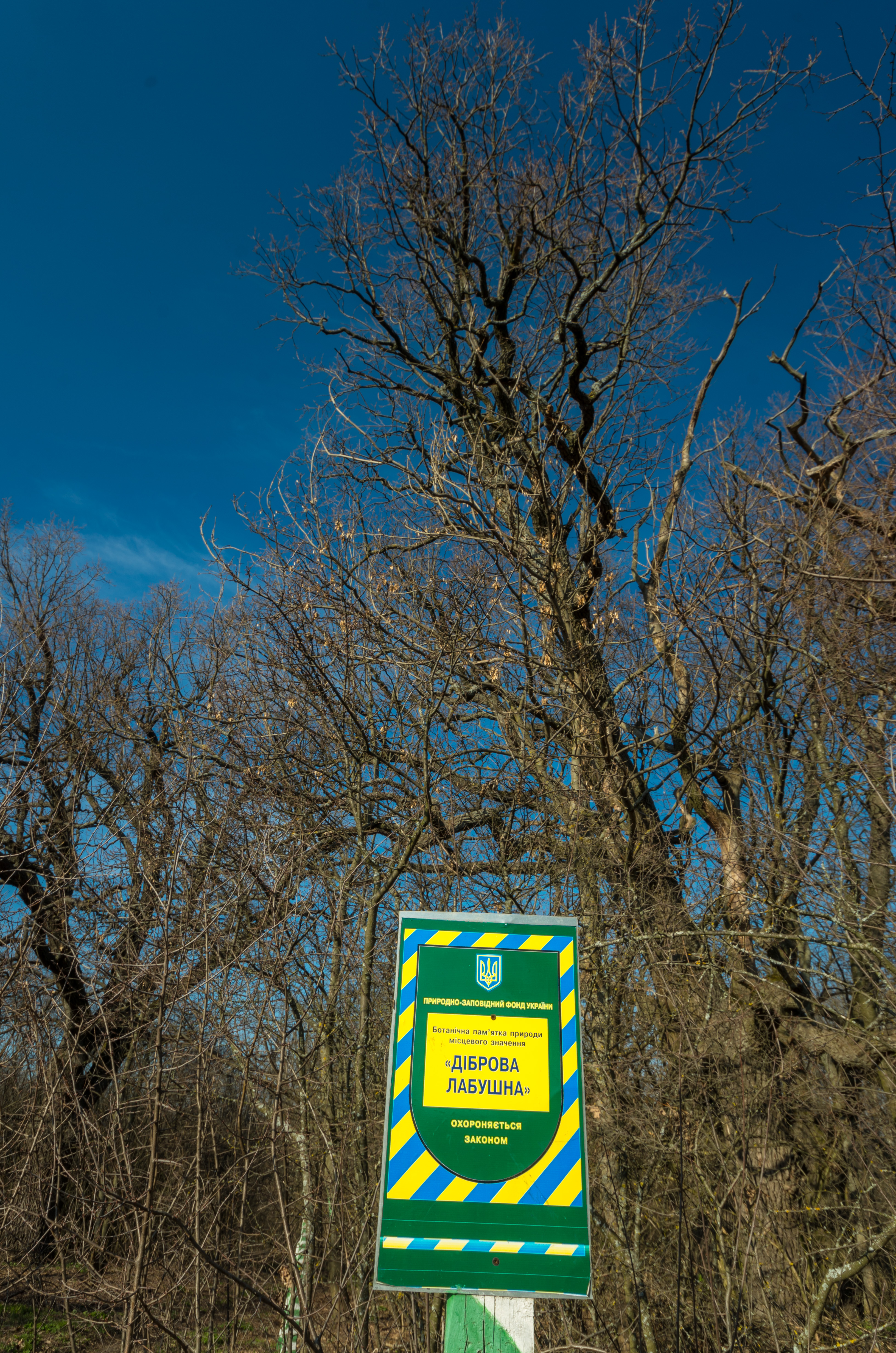
Діброва Лабушна
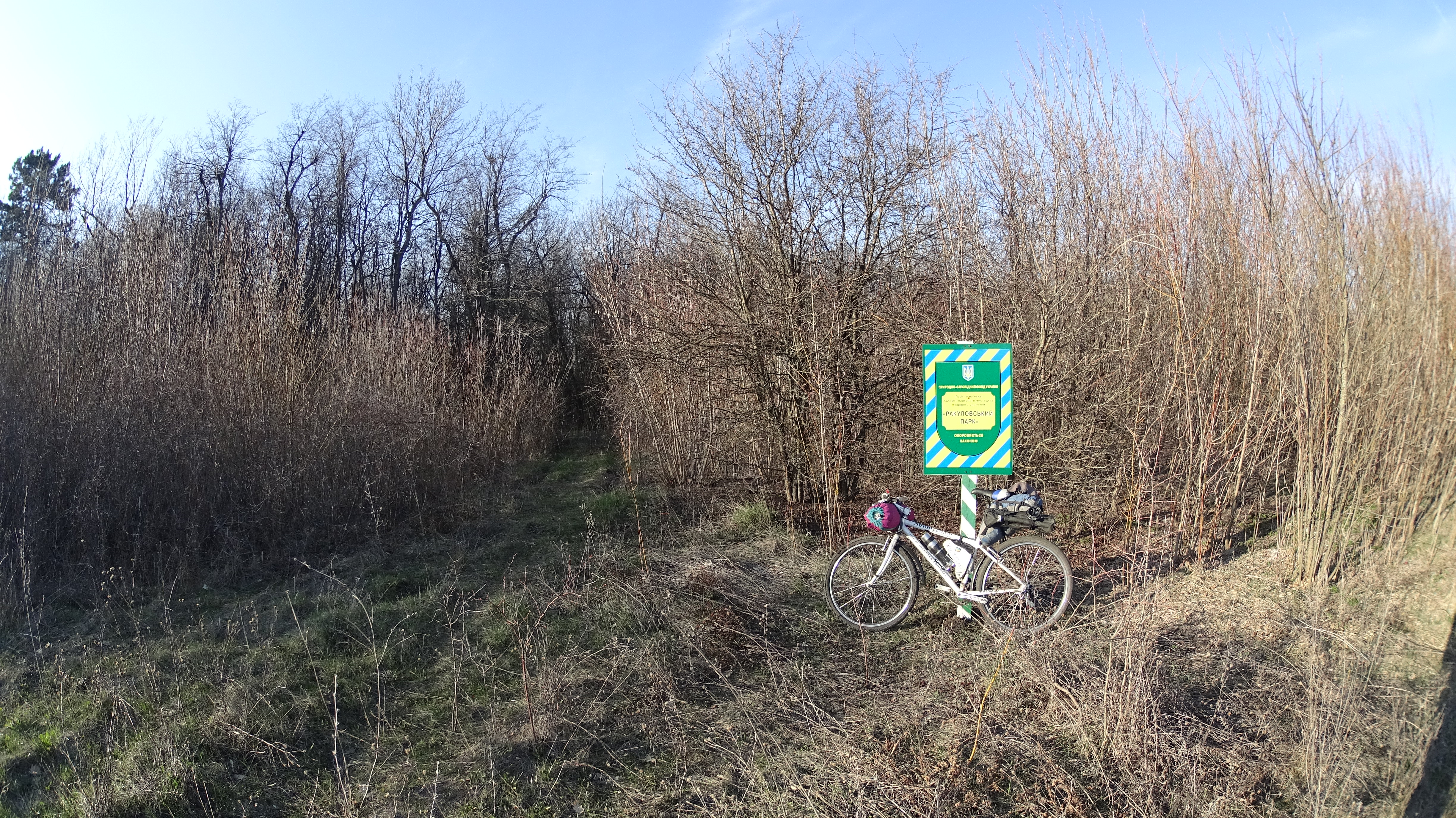
Ракуловський парк
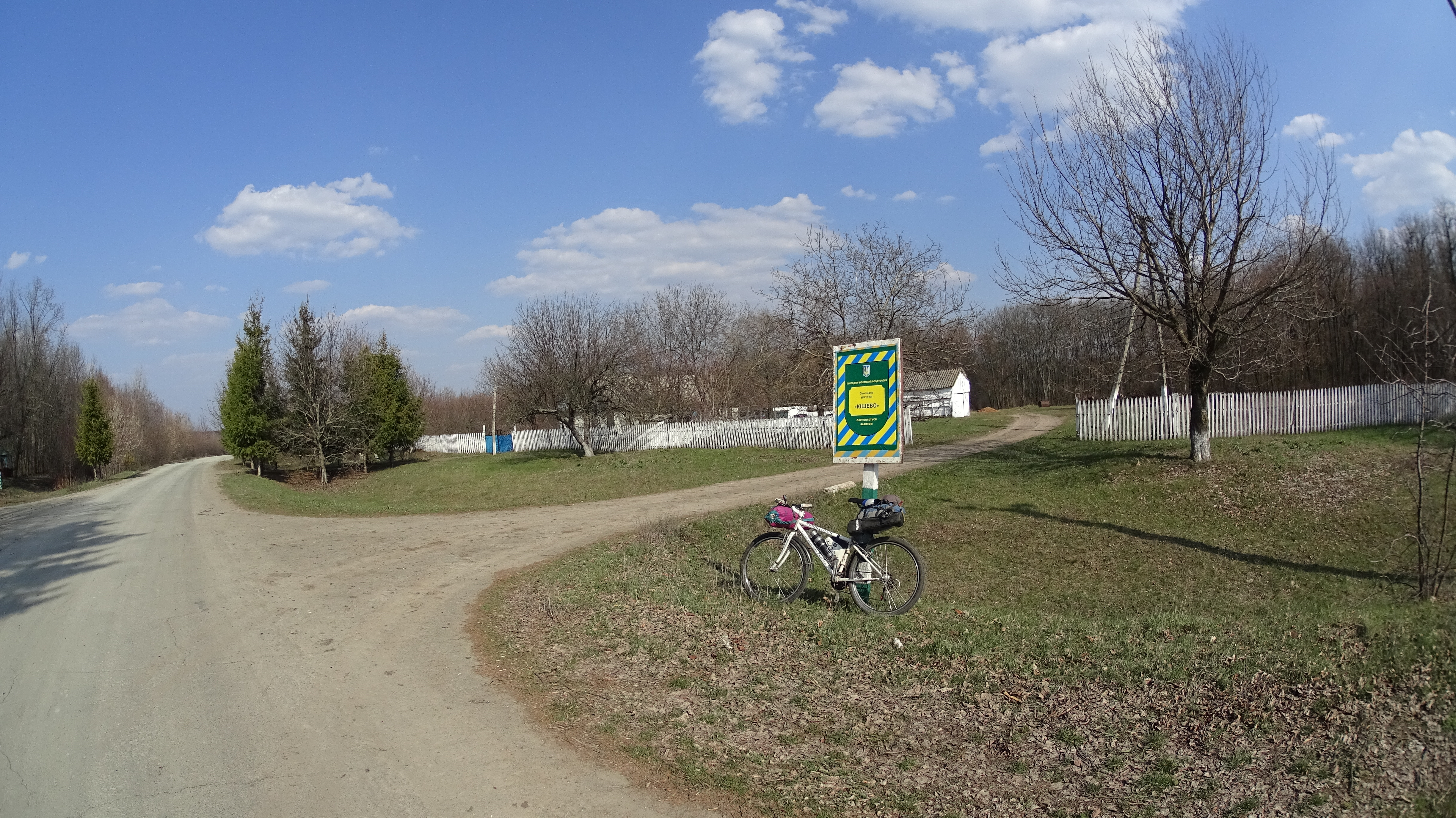
Кішевське урочище
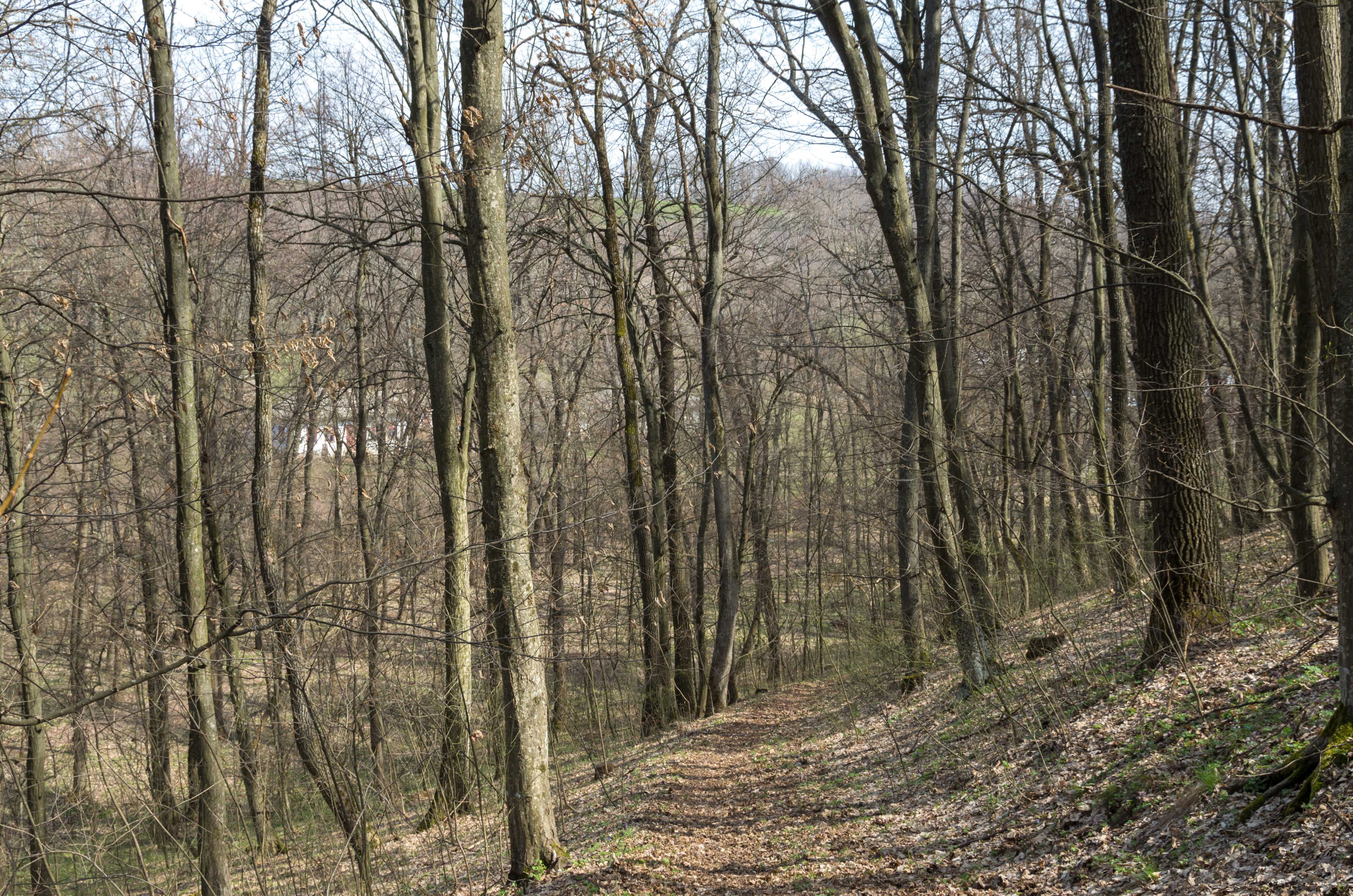
Лісничівка

## Історія
У багатьох селах району знайдено залишки поселень трипільської культури мідно-кам'яного віку.
Балтський район було утворено 1923 року. 30 грудня 1959 Волівська сільська рада Чечельницького району Вінницької області перейшла до складу Балтського району.
05 лютого 1965 Кам'янська сільрада Балтського району передана до складу Любашівського району.
До 12 серпня 2015 року адміністративний поділ району був таким — 42 населених пункти: м. Балта та 24 сільські ради. 12 серпня 2015 року Балтська міська та Бендзарівська, Білинська, Борсуківська, Гольм'янська, Кармалюківська, Козацька, Коритненська, Лісничівська, Миронівська, Обжильська, Оленівська, Пасатська, Пасицелівська, Переймівська, Перелітська, Саражинська сільські ради об'єднались у Балтську міську громаду. Таким чином, до складу району почали входити 1 міська громада та Гербинська, Піщанська, Плосківська, Пужайківська, Сінненська, Новопольська, Шляхівська, Чернеченська сільські ради.
26 жовтня 2015 року у зв'язку з припиненням повноважень рад, що об'єдналися у Балтську міську територіальну громаду, було виключено з облікових даних Балтську міськраду, Бендзарівську, Білинську, Борсуківську, Гольм'янську, Кармалюківську, Козацьку, Коритненську, Лісничівську, Миронівську, Обжильську Оленівську, Пасатську, Пасицелівську, Переймівську, Перелітську, Саражинську сільради Балтського району.
4 лютого 2016 року місто Балта було віднесене до категорії міст обласного підпорядкування, відтак і уся громада відтепер не входить до складу району.

## Адміністративний устрій
Напередодні ліквідації район поділявся на 7 сільських рад, які об'єднували 11 населених пунктів та були підпорядковані Балтській районній раді. Адміністративний центр — місто Балта.

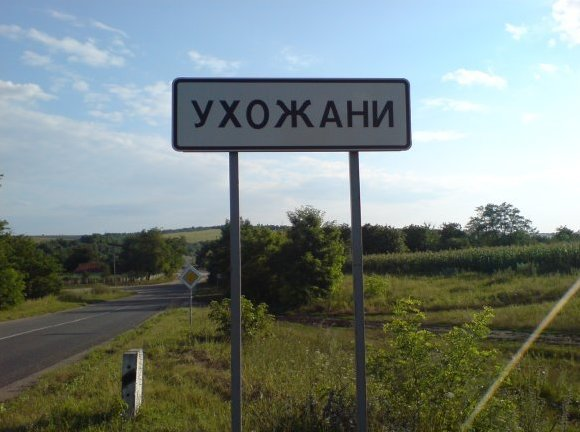
Новополь, до 2016 року Ухожани

| Сільська рада | Населені пункти                       |
| ------------- | ------------------------------------- |
| Гербинська    | Гербине                               |
| Піщанська     | Піщана                                |
| Плосківська   | Плоске                                |
| Пужайківська  | Пужайкове, Савранське                 |
| Сінненська    | Сінне                                 |
| Чернеченська  | Чернече                               |
| Шляхівська    | Кринички, Ракулове, Шляхове, Шумилове |

сільські ради до 2016 року
| Сільська рада  | Населені пункти                                    |
| -------------- | -------------------------------------------------- |
| Білинська      | Акулинівка, Білине, Відрада, Петрівка, Харитинівка |
| Бендзарівська  | Андріяшівка, Бендзари                              |
| Борсуківська   | Борсуки                                            |
| Гербинська     | Гербине                                            |
| Гольм'янська   | Гольма                                             |
| Кармалюківська | Євтодія, Зелений Гай, Кармалюківка                 |
| Козацька       | Козацьке                                           |
| Коритненська   | Коритне                                            |
| Лісничівська   | Лісничівка                                         |
| Миронівська    | Мирони                                             |
| Новопольська   | Волова, Крижовлин, Новополь                        |
| Обжильська     | Березівка, Обжиле                                  |
| Оленівська     | Мошняги, Оленівка, Семено-Карпівка                 |
| Пасатська      | Пасат                                              |
| Пасицелівська  | Пасицели                                           |
| Переймівська   | Перейма                                            |
| Перелітська    | Немирівське, Перельоти                             |
| Піщанська      | Піщана                                             |
| Плосківська    | Плоске                                             |
| Пужайківська   | Пужайкове, Савранське                              |
| Саражинка      | Саражинська сільська рада                          |
| Сінненська     | Сінне                                              |
| Чернеченська   | Чернече                                            |
| Шляхівська     | Кринички, Ракулове, Шляхове, Червона Зірка         |

## Політика
25 травня 2014 року відбулися Президентські вибори України. У межах Балтського району було створено 48 виборчих дільниць. Явка на виборах складала — 52,12 % (проголосували 17 043 із 32 700 виборців). Найбільшу кількість голосів отримав Петро Порошенко — 47,17 % (8 039 виборців); Юлія Тимошенко — 20,68 % (3 524 виборців), Сергій Тігіпко — 7,50 % (1 279 виборців), Олег Ляшко — 7,39 % (1 259 виборців), Вадим Рабінович — 4,01 % (683 виборців), Анатолій Гриценко — 3,88 % (662 виборців). Решта кандидатів набрали меншу кількість голосів. Кількість недійсних або зіпсованих бюлетенів — 1,82 %.

## Населення
- 1926 — 76 274 (пригороди м. Балти (Олександрівка[12], Красний Яр, Російська Слобода, Шкіряна Слобода (Кожевенная), с-ще Піски) 1213 і район (села) 75 061, у т.ч. с. Пасицели 5152 і Піщана 6686)
- 1939 — 57 517 (у т.ч. м. Балта 17 945 і район (села) 39 572)

1976 року населення району становило 67,2 тис. осіб.

Станом на 1988 рік, населення району становило 54,2 тис. осіб, з якого міського — 21,4 тис. осіб.
 
Чисельність населення району на 1 січня 2008 року становить 45 886 осіб, у тому числі: 19 383 особи міського, 26 503 особи сільського. 
Розподіл населення за віком та статтю (2001)
| Стать | Всього | До 15 років | 15-24 | 25-44 | 45-64 | 65-85 | Понад 85 |
| --- | ------ | ----------- | ----- | ----- | ----- | ----- | -------- |
| Чоловіки | 21 842 | 4560        | 2713  | 6190  | 5256  | 3000  | 123      |
| Жінки | 26 758 | 4285        | 3002  | 6157  | 6483  | 6216  | 615      |
| \| Статево-вікова піраміда \| Статево-вікова піраміда \| Статево-вікова піраміда \| \| ----------------------- \| ----------------------- \| ----------------------- \| \| Чоловіки \| Вік \| Жінки \| \| 123 \| 85 + \| 615 \| \| 190 \| 80-84 \| 781 \| \| 642 \| 75-79 \| 1747 \| \| 1044 \| 70-74 \| 2109 \| \| 1124 \| 65-69 \| 1579 \| \| 1638 \| 60-64 \| 2255 \| \| 853 \| 55-59 \| 1210 \| \| 1325 \| 50-54 \| 1524 \| \| 1440 \| 45-49 \| 1494 \| \| 1679 \| 40-44 \| 1723 \| \| 1583 \| 35-39 \| 1569 \| \| 1411 \| 30-34 \| 1437 \| \| 1517 \| 25-29 \| 1428 \| \| 1228 \| 20-24 \| 1243 \| \| 1485 \| 15-20 \| 1759 \| \| 2007 \| 10-14 \| 1848 \| \| 1508 \| 5-9 \| 1372 \| \| 1045 \| 0-4 \| 1065 \| |        |             |       |       |       |       |          |
| Статево-вікова піраміда |        |             |       |       |       |       |          |
| Чоловіки | Вік    | Жінки       |       |       |       |       |          |
| 123 | 85 +   | 615         |       |       |       |       |          |
| 190 | 80-84  | 781         |       |       |       |       |          |
| 642 | 75-79  | 1747        |       |       |       |       |          |
| 1044 | 70-74  | 2109        |       |       |       |       |          |
| 1124 | 65-69  | 1579        |       |       |       |       |          |
| 1638 | 60-64  | 2255        |       |       |       |       |          |
| 853 | 55-59  | 1210        |       |       |       |       |          |
| 1325 | 50-54  | 1524        |       |       |       |       |          |
| 1440 | 45-49  | 1494        |       |       |       |       |          |
| 1679 | 40-44  | 1723        |       |       |       |       |          |
| 1583 | 35-39  | 1569        |       |       |       |       |          |
| 1411 | 30-34  | 1437        |       |       |       |       |          |
| 1517 | 25-29  | 1428        |       |       |       |       |          |
| 1228 | 20-24  | 1243        |       |       |       |       |          |
| 1485 | 15-20  | 1759        |       |       |       |       |          |
| 2007 | 10-14  | 1848        |       |       |       |       |          |
| 1508 | 5-9    | 1372        |       |       |       |       |          |
| 1045 | 0-4    | 1065        |       |       |       |       |          |

У Балтському районі українці становлять абсолютну більшість населення:
- українці — 89,8 %,
- росіяни — 6,7 %,
- молдовани — 2,0 %,
- білоруси — 0,2 %,
- інші національності — 1,1 %.

До 2016 року на території району перебувало 1 місто (Балта) та 42 сільських населених пунктів; після надання районному центру статусу обласного підпорядкування на території району залишилось 14 сел.

### Охорона здоров'я
У районі мережу охорони здоров'я представляє центральна районна лікарня на _ ліжок, та 25 фельдшерсько-акушерських пунктів, 3 — поліклініки. Кваліфіковану медичну допомогу надають населенню району _ лікаря, та 219 працівників середнього медичного персоналу.

## Економіка
За радянських часів в господарстві району провідне місце належало промисловості.
Зайнятість економічно активного населення віком 15-70 років у суспільному господарстві, станом на 1 січня 2008:
- промисловість — 2,8 тис. осіб;
- сільське господарство — 3,6 тис. осіб;
- сфера послуг та інше — 17,78 тис. осіб.

### Промисловість
Основними галузями промисловості за радянських часів виступали: легка й харчова промисловість, металообробка, виробництво будівельних матеріалів.. Найбільшими підприємствами були: Балтська швейна фабрика, Балтська хутрова фабрика, Балтський молочно-консервний, Балтський меблевий комбінат, цегельний, асфальтовий, комбікормовий і ливарно-механічний заводи.

### Сільське господарство
Земельні ресурси району
Земельні ресурси району (станом на 1986 рік):
- придатні для сільськогосподарського обробітку землі — 87,1 тис. га (67 %),
  - орні землі — 76,1 тис. га (58,5 %),
  - зрошувальні землі — 1,5 тис. га (1,2 %),
  - багаторічні насадження — 1,8 тис. га (1,4 %),
  - землі, що постійно використовуються під пасовища й сіножаті — 8,5 тис. га (6,5 %);
- землі, зайняті лісами — 23,834 тис. га (18,3 %);
- інше — 19,11 тис. га (14,7 %)[5].

Присадибні ділянки — 4,4 тис. га, фермерські господарства — 20,8 тис. га.
За радянських часів спеціалізацією рослинницької галузі сільського господарства району було вирощування рослинництво зернових, буряків, соняшнику, садівництво. Тваринницька галузь спеціалізувалась на вирощуванні м'ясо-молочної худоби, було розвинене с, птахівництві. У 1980-х роках на землях району господарювало 18 колгоспів, 2 радгоспи, районне об'єднання «Сільгосптехніка» з 2 відділеннями.

### Сфера послуг
За часів УРСР працював комбінат побутового обслуговування у місті Балта та 6 будинків побуту в селах.

### Транспорт
Райцентр Балта розташовується за 226 км від обласного центру, міста Одеса. Залізничні станції: Балта, Перельоти.

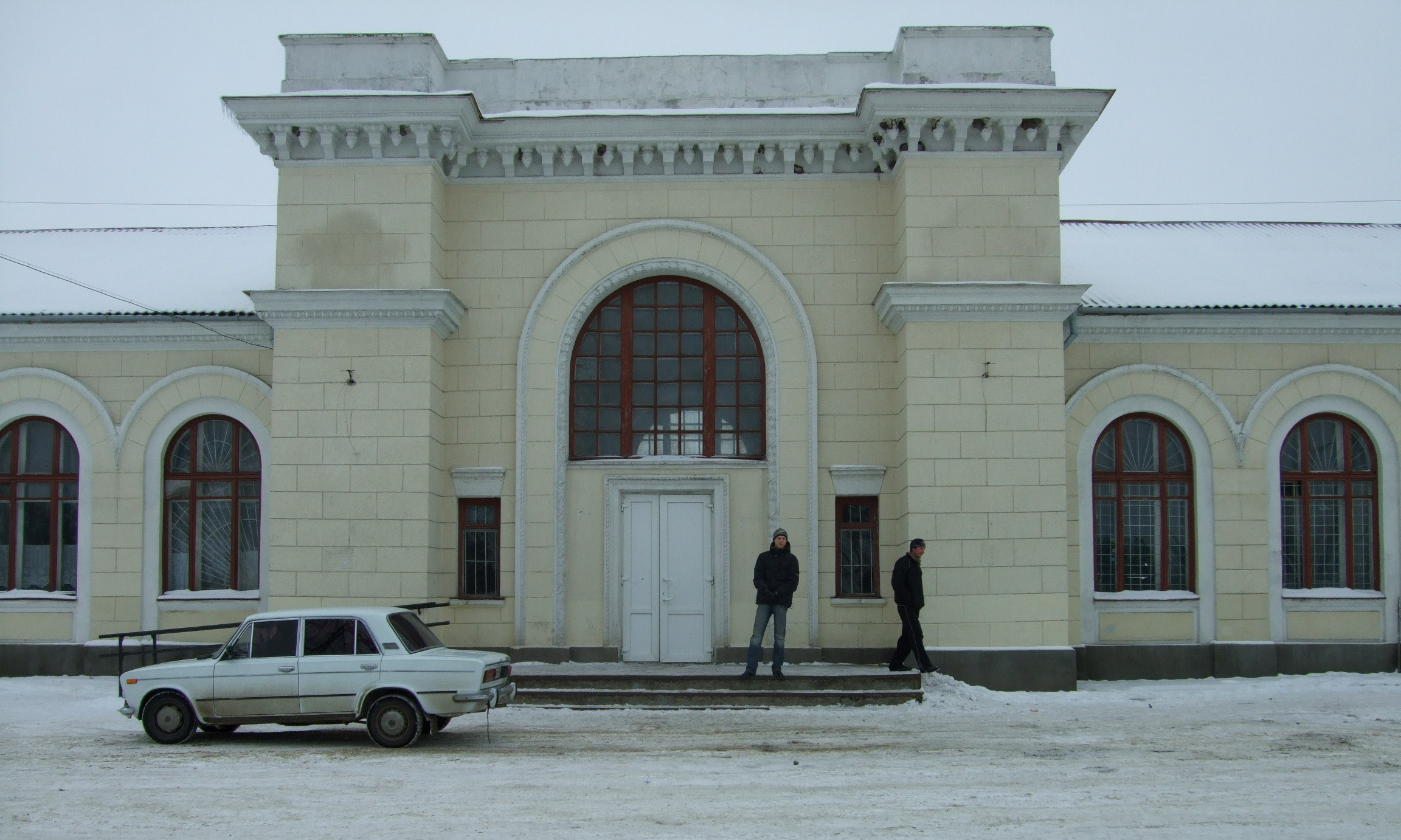
Залізничний вокзал Балти
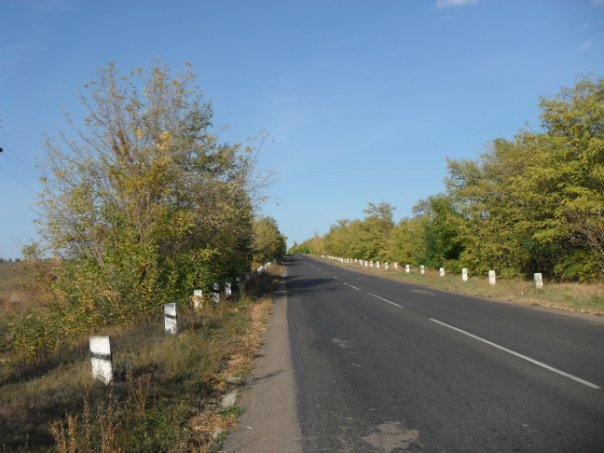
Автодорога біля села Новополь

Автомобільні шляхи (станом на 1990 рік) — 311,9 км, з яких із твердим покриттям — 281,8 км.

## Культура
У районному центрі створено і функціонує Балтський краєзнавчий музей, сільські музеї в селах Саражинка, Кармалюківка, Гольма, Піщана; 31 клубний заклад (за часів УРСР 23 будинки культури та 17 сільських клубів); 40 бібліотек (56 за часів УРСР) із загальним фондом 4,8 млн книжок; за часів УРСР діяло 48 кіноустановок. У районі 17 історичних та архітектурних пам'яток у місті Балта, 9 у селах.

### ЗМІ
У районі видаються газети: «Ваш інтерес», «Народна трибуна», «Педагогічний вісник».
У районі веде мовлення телерадіокомпанія «Балінформкомпанія».

### Освіта
За радянських часів у Балті було створено Балтське педагогічне училище та 2 професійно-технічні. На кінець 1980-х років існувало 42 загально-освітні, 1 музична і 1 спортивна школи.

### Релігія
У районі споруджено і функціонує 15 храмів.